# Ernesto (romanzo)
Ernesto è un romanzo incompiuto di Umberto Saba pubblicato postumo nel 1975. È l'unico romanzo del poeta. Nel 1979 ne venne ricavato un film omonimo diretto da Salvatore Samperi.

## Storia editoriale
Scritto nel 1953 quando l'autore si trovava ricoverato in una clinica romana (i primi tre episodi) e in parte dopo il suo ritorno a Trieste, e vergato in gran parte in dialetto triestino, il romanzo rimase incompiuto. Fu pubblicato postumo da Einaudi nel 1975 a cura della figlia Linuccia. Nel 1995, Maria Antonietta Grignani pubblicò per Einaudi una nuova edizione filologicamente più attendibile, controllando i manoscritti ed emendando i numerosi errori di trascrizione della precedente.
L'opera appartiene a una linea di ricerca caratteristica in Saba: sperimentazione di linguaggi e strutture diversi per raccontare se stesso e il mondo attraverso la propria esperienza. Le particolari scelte linguistiche - un linguaggio scarno, un racconto in italiano, ma anche in un triestino piano e ammorbidito, comprensibile pure a chi non parla questo dialetto - sono determinate da quell'indagine dell'autore che intende arrivare alla scoperta del "cuore delle cose", sia che rappresenti argomenti bassi, sia temi alti.

## Trama
La storia è ambientata nella Trieste del 1898. Ernesto, un ragazzo di sedici anni e di grande bellezza, lavora presso il signor Wilder, un industriale ungherese di origine ebraica e molto fedele all'Impero d'Austria-Ungheria; egli non ha mai conosciuto il padre, vive assieme alla madre, la nutrice e la zia. Ha la sua prima esperienza omosessuale con un operaio ventottenne, con cui inizia una relazione destinata a durare alcuni mesi; in seguito decide di andare, consigliato dal barbiere, a far visita al bordello cittadino e qui conosce "Tanda", una prostituta che rimane subito colpita dal giovane. Per terminare definitivamente la sua relazione omosessuale con l'operaio, Ernesto decide di farsi licenziare dal signor Wilder indirizzando a quest'ultimo una lettera piena di insulti.
La madre di Ernesto riesce a far riassumere il figlio e, in quest'occasione, pur di non tornare al lavoro il giovane è costretto a confessare la sua passata relazione omosessuale. Nel capitolo conclusivo Ernesto, ormai diciassettenne e rimasto senza lavoro, assisterà al concerto di un grande violinista dell'epoca, Ondriček, dove conoscerà Ilio (Emilio), un bellissimo adolescente di due anni più giovane anch'egli appassionato di violino come il protagonista. È l'inizio di un'amicizia che si fonda su un amore comune per la musica e, in prospettiva, la scoperta di altre potenzialità affettive della vita e del valore dell'esperienza artistica.

## Personaggi
- Ernesto: bellissimo ragazzo sedicenne-diciassettenne che nella parte finale del romanzo ha i capelli ricci. Ha molteplici passioni come quella del violino con il quale suona in un modo non del tutto positivo e la commissione di dispetti verso il suo datore di lavoro tedesco.
- L'uomo: ventottenne bracciante avventizio che lavora nello stesso magazzino dove Ernesto svolge il suo incarico di praticante di commercio.
- Wilder: il datore di lavoro sia di Ernesto sia del giovane operaio; un taccagno arcigno attaccato ai soldi e alla sua amata "Germania". Ha spesso benevolenza nel confronti del protagonista. Non ha figli.
- Celestina: Madre di Ernesto, un tipo autoritario e severo, duro e diffidente. Seguendo i principi imposti dal suo rango, non azzarda mai un pensiero di natura dialettale, neanche quando colloquia con il proprio figlio in casa.
- Zia di Ernesto: signora benestante che mantiene il nipote e sua madre.
- Tanda: una giovane slovena che svolge l'esercizio di prostituta in una casa di tolleranza. È affascinata dall'età del suo cliente, tanto da "coccolarlo" come se fosse il suo stesso figlio.
- Emilio, detto Ilio: il bel quindicenne violinista conosciuto da Ernesto verso la fine del racconto.

## Trasposizioni in altri media

### Cinema
- Ernesto (1979, diretto da Salvatore Samperi)

## Edizioni
- Ernesto, in Appendice 13 lettere di U. Saba sul romanzo e una Nota di Sergio Miniussi, Collana Letteratura n.46, Torino, Einaudi, dicembre 1975. - Collana Nuovi Coralli n.219, Einaudi, 1978. [edizione censurata]
- Ernesto, Nuova edizione a cura di Maria Antonietta Grignani, Collana ET n.312, Torino, Einaudi, 1995, ISBN 978-88-061-3298-9. - Collana ET Scrittori, Einaudi, 2015. [edizione integrale, recuperata dai manoscritti originali]